# Retinoblastoom
Retinoblastoom is een zeldzame vorm van kanker in het netvlies van het oog die meestal bij kinderen onder de vijf jaar voorkomt. In ongeveer 40% van de gevallen is retinoblastoom ontstaan door een erfelijke aanleg en in de overige 60% is de oorzaak niet erfelijk.  Ook als een patiënt met retinoblastoom de eerste in de familie is, kan retinoblastoom erfelijk zijn. Bij de niet-erfelijke vorm blijft retinoblastoom altijd beperkt tot één oog. Bij de erfelijke vorm zijn vaak beide ogen aangedaan. Bij ongeveer 15% van de patiënten met enkelzijdig retinoblastoom en bij wie retinoblastoom niet in de familie voorkomt, is er echter tóch sprake van een erfelijke aanleg. Het is daarom altijd zinvol om erfelijkheidsonderzoek te doen naar een eventueel erfelijke aanleg.
Om zeker te weten of het retinoblastoom erfelijk is of niet, verwijst de oogarts alle kinderen die behandeld worden voor retinoblastoom, naar de afdeling klinische genetica. Ook alle volwassenen bij wie in het verleden retinoblastoom voorkwam kunnen bij de afdeling klinische genetica terecht. Als in het verleden al erfelijkheidsonderzoek is verricht, kan het zinvol zijn dit opnieuw te laten doen, aangezien de technieken om een erfelijke aanleg op te sporen steeds verbeteren.
Bij erfelijk retinoblastoom is er sprake van een verandering (mutatie) in het retinoblastoomgen ( RB1 -gen). Meestal is erfelijk retinoblastoom vast te stellen door middel van DNA-onderzoek.
Mensen met erfelijk retinoblastoom hebben 50% kans om de erfelijke aanleg door te geven aan hun kinderen. Daarnaast is er een verhoogde kans op andere tumoren later in het leven. De meest voorkomende tumoren zijn: kwaadaardige moedervlekken (melanoom), tumoren van bot-, spier- en bindweefsel (sarcoom), blaaskanker en longkanker.

## Behandeling
De behandeling bij een enkelvoudig retinoblastoom bestaat doorgaans uit enucleatie (het operatief verwijderen van het oog), zeker als het oog (vrijwel) blind is, en het om de niet-erfelijke vorm gaat. Bij de erfelijke vorm zal men proberen een behandeling toe te passen die het gezichtsvermogen zo veel mogelijk intact laat, bijvoorbeeld met chemotherapie (behandeling met cytostatica) en/of coagulatie. Soms wordt een lokale bestraling uitgevoerd door een radioactief schildje achter het oog te plaatsen. Uitwendige radiotherapie wordt tegenwoordig zo veel mogelijk vermeden vanwege de cosmetische nadelen die dit met zich meebrengt (niet goed groeien van de oogkassen) en de verhoging van het kankerrisico op latere leeftijd in het bestraalde gebied.
Oogartsen kunnen ook bij heel jonge kinderen goed bekijken of een behandeling aanslaat door regelmatig in het oog te kijken (funduscopie). Bij jonge kinderen moet dat onder narcose gebeuren.
In Nederland is de behandeling van retinoblastoom geconcentreerd in één ziekenhuis, namelijk het VU Medisch Centrum in Amsterdam, omdat de oogartsen daar gespecialiseerd zijn in dit ziektebeeld.